# Lampsijärvi
Lampsijärvi är en sjö i Finland. Den ligger i kommunen Pello i landskapet Lappland, i den norra delen av landet, 700 km norr om huvudstaden Helsingfors. Lampsijärvi ligger 88,3 meter över havet. Den är 2 meter djup. Arean är 1,4 kvadratkilometer och strandlinjen är 7,16 kilometer lång. Sjön  ingår i Torne älvs huvudavrinningsområde. 